# 李明庄车辆段
李明庄车辆段位于天津市东丽区机场大道东侧，为天津轨道交通天津地铁二号线的车辆段，附近有空港经济区站。

## 脚注和参考资料
1. ↑  .   [2012-07-09]. （原始内容存档于2016-03-04）.

- 【专题】天津地铁“联网”津城